# Douglas Spalding
Pour les articles homonymes, voir Spalding.
Douglas Alexander Spalding, né le 14 juillet 1841 à Londres, dans le quartier d'Islington et mort en 1877 est un biologiste britannique spécialiste du comportement animal. Il est considéré comme un précurseur de l'éthologie car on lui doit d'avoir, avant Konrad Lorenz (1903-1989), découvert le phénomène de l'empreinte en psychologie.

## Biographie
Douglas Spalding est le fils unique de Jessey Fraser et d'Alexander Mitchell Spalding, un commis de bureau. Peu après sa naissance ses parents déménagent en Écosse, près d'Aberdeen où ils avaient déjà vécu auparavant.
Alors que Spalding travaille comme ardoisier, il est remarqué par Le philosophe Alexander Bain (1818-1903) qui parvient à convaincre l'Université d'Aberdeen de lui permettre de suivre des cours gratuitement. Il y étudie la philosophie et la littérature, mais quitte Aberdeen pour Londres après un an. Il étudie pour être avocat, mais est infecté par la tuberculose. Il fait des voyages en Europe dans l'espoir de trouver un remède, et rencontre John Stuart Mill (1806-1873) à Avignon, et par lui le vicomte Amberley (1842-1876) (fils de l'ancien premier ministre britannique lord John Russell (1792-1878), à cette époque 1er comte Russell). Il devient le tuteur du fils aîné du vicomte Amberley, le jeune Bertrand Russell (1872-1970), et poursuit également une relation amoureuse de façon intermittente avec la vicomtesse Amberley. Après la mort du vicomte en 1876, Spalding retourne au continent et y reste jusqu'à sa mort l'année suivante.

## Travaux
Expérimentant sur l'animal, Spalding identifie le phénomène de l'empreinte, qui sera ensuite redécouvert par Oskar Heinroth, puis étudié en profondeur et popularisé par Konrad Lorenz. Bien que son travail soit resté longtemps méconnu, son importance est soulignée à la fin du XXe siècle par les historiens de la psychologie. Le biologiste John Burdon Sanderson Haldane (1892-1964) a republié des parties de son travail, apparemment pour démontrer que la désignation de Lorenz en tant que fondateur de l'éthologie était erronée.

## Liste partielle des publications
- 1873 : Instinct. With original observations on young animals. Macmillan's Magazine, 27 : 282-293.
- 1872 : On instinct. Nature, 6 : 485-486.